# Грулович, Ачим
Ачим Грулович (серб. Аћим Груловић / Aćim Grulović; 3 сентября 1898, Бешка — 23 декабря 1948, Белград) — югославский военный и политический деятель, полковник югославской армии, участник Народно-освободительной войны Югославии. Брат Николы Груловича.

## Биография

### Ранние годы
Родился 3 сентября 1898 года в Бешке (Королевство Венгрия в составе Австро-Венгрии, ныне Воеводина). Окончил начальную школу в родном селе, до 16 лет занимался земледелием. По окончании Первой мировой войны окончил в Алексинаце курсы лесников, в 1926 году окончил двухлетнее коммерческое училище Белграда, а в 1930 году — четыре класса гимназии. С 1919 по 1921 годы занимался пропагандой коммунистического движения, а после запрета коммунистической партии Югославии продолжил деятельность в синдикатах. Был избран членом управления общества по защите частных предпринимателей «Меркурий», а также членом Союзного управления Общества банковских и торговых чиновников.
В 1927 году Грулович избирался на общинских выборах от Сремско-Митровицкого края по списку блока «Союз рабочих и крестьян», куда вошла и Коммунистическая партия Югославии. Участвовал в образовании Народного фронта (в 1936 году — Единая рабочая партия, в 1938 — Партия рабочего народа) и стал одним из ярых антифашистских активистов. В коммунистической партии с 1938 года, вскоре стал членом Сремско-Митровицкого местного и краевого комитетов. Был инициатором основания Сремского окружного комитета, с 1940 года его секретарь. Работал на VI краевой конференции КПЮ в Воеводине, избран членом Воеводинского краевого комитета и делегатом V земельной конференции КПЮ в Загребе.

### Народно-освободительная война
Начало Второй мировой войны застало Груловича в Среме, где он как секретарь окружного комитета принялся за подготовку к вооружённому восстанию. Он участвовал в военно-политических акциях, образовании партизанских отрядов, защите сербского гражданского населения, освобождении заключённых, срыву мобилизации войск НГХ, раскрытию усташей и четников, борьбе за урожай (чтобы он не достался немцам и усташам). В декабре 1942 года он организовал партийное совещание в Нови-Карловцах, а в 1943 году обновил состав краевого комитета. В мае 1943 года он был переизбран в Воеводинский краевой комитет, а затем возглавил Главный штаб НОАЮ в Воеводине. Был депутатом Второго заседания Антифашистского вече народного освобождения Югославии. В освобождённой Воеводине Грулович был назначен сначала начальником Штаба военной администрации Баната, Бачки и Барани, а потом заместителем председателя Главного народно-освободительного комитета Воеводины, помощником ответственного по делам торговли и снабжению Народной скупщины автономного края Воеводины. Дослужился до звания полковника.

### Послевоенные годы
Вечером 30 июля 1945 на Скупщине представителей народа Воеводины он был переизбран в Антифашистское вече народного освобождения Югославии, а на его Третьем заседании в Белграде 9 августа назначен членом финансового комитета. Возглавлял Учредительную скупщину НР Сербии, после принятия Конституции в 1947 году возглавил Народную скупщину Сербии.
В декабре 1948 года Грулович тяжело заболел и 23 декабря скоропостижно скончался.
Награждён медалью Партизанской памяти 1941 года и золотой звездой ордена братства и единства.